# Xiva
Khíva, Xiva (cirill betűkkel: Хива, خىۋا; perzsa nyelven: خیوه, Xīveh; alternatív vagy történelmi nevei közé tartozik Kheeva, Khorasam, Khoresm, Khwarezm, Khwarizm, Khwarazm, Chorezm és perzsa: خوارزم) város Üzbegisztánban, Xorazm tartományban. Régészeti adatok szerint a város mintegy 2500 évvel ezelőtt, körülbelül a Kr. e. 6. században jött létre, és 1997-ben ünnepelte alapításának 2500. évfordulóját. Hvárezm egykori fővárosa, egyszersmind a Xivai Kánságé is volt, amely jelentős szerepet játszott a közép-ázsiai történelemben. Itchan Kala Xivában volt az első hely Üzbegisztánban, mely 1990-ben fölkerült a világörökség listájára, kiemelkedő kulturális értékei miatt. Al-Bírúni csillagász, történész és polihisztor (973-1048) is Khívában vagy a közeli Kath városában született, hozzájárulva a régió gazdag tudományos örökségéhez.

## Fekvése
Urgencstől körülbelül 30 km-re délnyugatra található, a Khorazm régióban, az Amu-darja folyótól délre.

## Nevének eredete
A szókezdő hang veláris h. Xiva nevének eredete nem ismert pontosan, de számos ellentmondásos történet és legenda született ezzel kapcsolatban, amelyek a város gazdag mitikus hagyományait tükrözik.
- Az egyik történeti hagyomány a név eredetét Noéhoz köti: "Azt mondják, hogy Szem [ahonnan a szemita szó származik], az árvíz után egyedül találta magát a sivatagban. Miután elaludt, 300 égő fáklyáról álmodott, később a várost akképpen alapította meg, ahogy álmában a fáklyák elhelyezkedtek. Aztán Szem ásta a 'Kheyvak'-ot, melyben a víz meglepő ízű volt, ezt még ma is láthatjuk Ichan-Kala-ban (Xiva belső városa)."

- Egy másik történet szerint a városon áthaladó utazók a kiváló ízű víz ivásakor így kiáltanak fel "Khey vakh!" ("Micsoda öröm!"), így a város neve Kheyvakh-ként lett ismert, amiből fokozatosan a Xiva név alakult ki az idők során.

- Egy harmadik fennmaradt történet szerint a név a Hórezm (Khwarezm) szóból származik, ami a török nyelvű Khivarezem formából származik, mely később lerövidítve Xivára változott, tükrözve a régió nyelvi és kulturális átalakulásait.

## Története

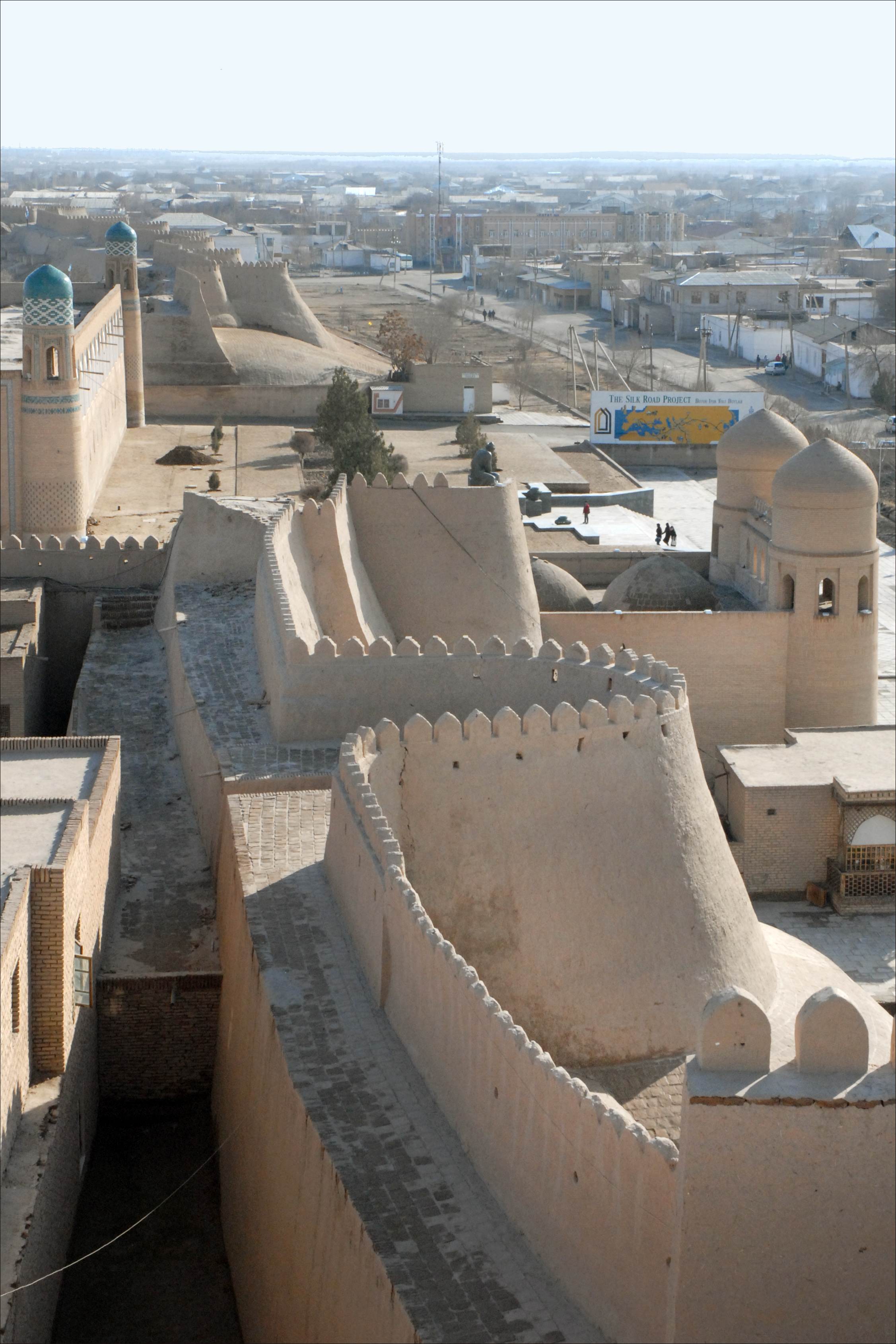
Xiva

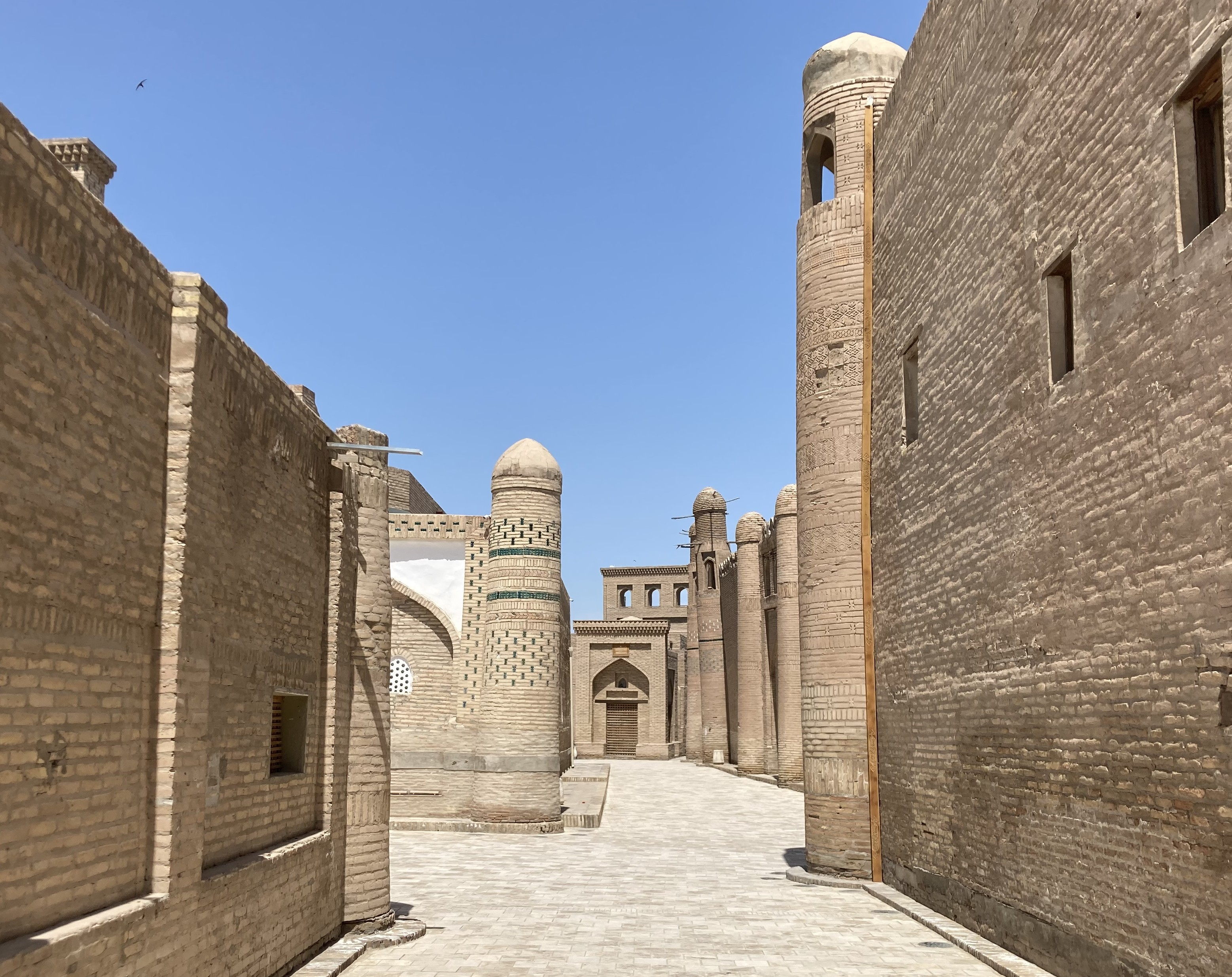
Utca az óvárosban

Történelmének korai szakaszában a térség lakói iráni eredetűek voltak és egy kelet-iráni nyelvet beszéltek, nevét Khwarezmian néven ismerték, amely a régió ősi kultúrájának alapját képezte. Ezt követően a 10. században az iráni uralkodó osztályt a törökök váltották fel, és a térség fokozatosan török nyelvtöbbségűvé vált, ami jelentős kulturális és demográfiai változásokat hozott magával.
Xiva városának legkorábbi feljegyzése a 10. századból származó muszlim útleírásokban jelent meg, bár a régészeti bizonyítékok már a 6. század előtti időpontokat jeleznek, amelyek a város folyamatos fejlődését mutatják az évszázadok során. 
A 17. század elejére Xiva a Khivai kánság fővárosa lett, amelyet az Astrakhans egy ága, egy Dzsingiszida-dinasztia irányított, és ez az időszak a város gazdasági és politikai virágzásának kezdetét jelentette. Ez időtájt a város rabszolgapiacként működött, amely Közép-Ázsia egyik legnagyobb ilyen központja volt, ahol körülbelül 30 000 perzsa és nagyszámú orosz vált a rabszolgakereskedelem áldozatává a 19. század első felében. Sokan közülük az Ichan-Kala építésén dolgoztak, amely a történelmi város legszembetűnőbb épületegyüttese, és ezek a munkálatok hozzájárultak a város ikonikus építészeti örökségéhez.
Az Ichan-Kala 12. századból származó épületeket foglal magába, de a palota épületei, mecsetei, madraszái (muszlim teológiai iskolák), mauzóleumok és egyéb épületek túlnyomórészt 1780–1850-ből származnak, amikor a város erődként működött a Kara-kum sivatagon átvezető karaván útvonalak mentén, biztosítva a kereskedelmi útvonalak védelmét. Khívában a közép-ázsiai iszlám építészet legjobban megőrzött épületei maradtak fenn, amelyek példázzák a régió építészeti hagyományainak gazdagságát és sokszínűségét.  A királyi síremlék központja számos kupolás sírral és gyönyörűen mintázott csempével rendelkezik, amelyek a helyi kézműves mesterek kifinomult művészetét tükrözik. Az Islām Khwaja madrasah és a minaret (1908–10) a közép-ázsiai iszlám korszak utolsó nagy építészeti teljesítményét képviseli, kiemelve a város kulturális folytonosságát. A minaret 45 méter magassága elérte Khíva legmagasabb szerkezetét. 1990-ben az Ichan-Kala az UNESCO világörökség része lett, elismerve annak kiemelkedő egyetemes értékét.
1873-ban Konstantin von Kaufman tábornok indított támadást a város ellen, amely május 28-án esett el az orosz erők előtt. Bár a kánátság az orosz birodalom irányítása alatt állt, névlegesen hagyta, hogy Xiva továbbra is független protektorátus maradjon, ami lehetővé tette a helyi hagyományok részleges megőrzését.
A bolsevik hatalom után a Khorezmi Népi Szovjet Köztársaság jött létre a régi Khivai kánátság területéből, de mielőtt 1924-ben bekerült volna a Szovjetunióba, Xiva városa az üzbégeké lett, és ez az időszak a város modernizációjának kezdetét jelentette. Szovjet időkben Khiva két részre oszlik. A külső várost, Dichan Kalát korábban 11 fal védte, amelyek a város védelmi rendszerének részei voltak. A belső várost, vagy Itchan Kalát téglafalak veszik körül, amelyek alapjai a 10. századból valók, és ezek a falak a város történelmi védelmének szimbólumai. A mai megmaradt falainak eredete a 17. század végéig nyúlik vissza, és még ma is sok helyütt 10 méter magasak, megőrizve a város erődítmény jellegét.

## A város magyar vonatkozásai
Vámbéry Ármin Ázsia-kutató közép-ázsiai felfedező útja során kolduló dervisnek álcázva járt Khívában is, ahol értékes megfigyeléseket tett a helyi kultúráról és társadalomról. A város Vámbéry útja idején élte igazi fénykorát, mint a kánság fővárosa. Munkáiban elismerően nyilatkozott a város szépségeiről, lakóinak adakozókészségéről, ugyanis ottjártakor a kántól egy – dervishez méltó – fehér szamarat, a néptől pedig sok ruhát és élelmet kapott ajándékba, ami kiemeli a helyi vendégszeretetet.
Az addig szinte ismeretlen Khiva Vámbéry Ármin 1863. évi utazása után vált ismertté az európaiak körében, köszönhetően Vámbéry úttörő munkájának. Ő adta az első, máig is sokszor felhasznált részletes leírásokat a városról és környékéről, amelyek alapvető források a közép-ázsiai kutatásokban. Vámbéry a magyarok nyelvi rokonságát kutatva, dervisnek öltözve szállt hajóra a Kaszpi-tenger utolsó perzsiai kikötőjében. "Dervisruhában Közép-Ázsián át" című, számos nyelven kiadott munkájában részletesen beszámolt emberfeletti megpróbáltatások közepette, tevekaravánon, az Atrek (Etrek) folyó mentén, majd a Kaflankír-síkságon (Tigrisföld) és a hürkániai sivatagon át (Kara-kum sivatag) vezető útjáról, amely tele volt veszélyekkel és kihívásokkal. Karavánútja több mint egy hónapon át tartott keletre a sivatagban, végül 1863. június 3-án érkeztek meg Xiva falaihoz, ahol Vámbéry sikeresen bejutott a városba álcája segítségével.

## Nevezetességek
Khiva városának különleges elrendezése van, várfalakkal körülvett belső várossal rendelkezik, ahol minden nevezetesebb hely egy nagyjából fél km-es téglalapba van sűrítve, ami a város kompakt és jól megőrzött történelmi magját alkotja. A belső város neve Icsán Kala, azaz belső város, melynek főbb nevezetességei: 

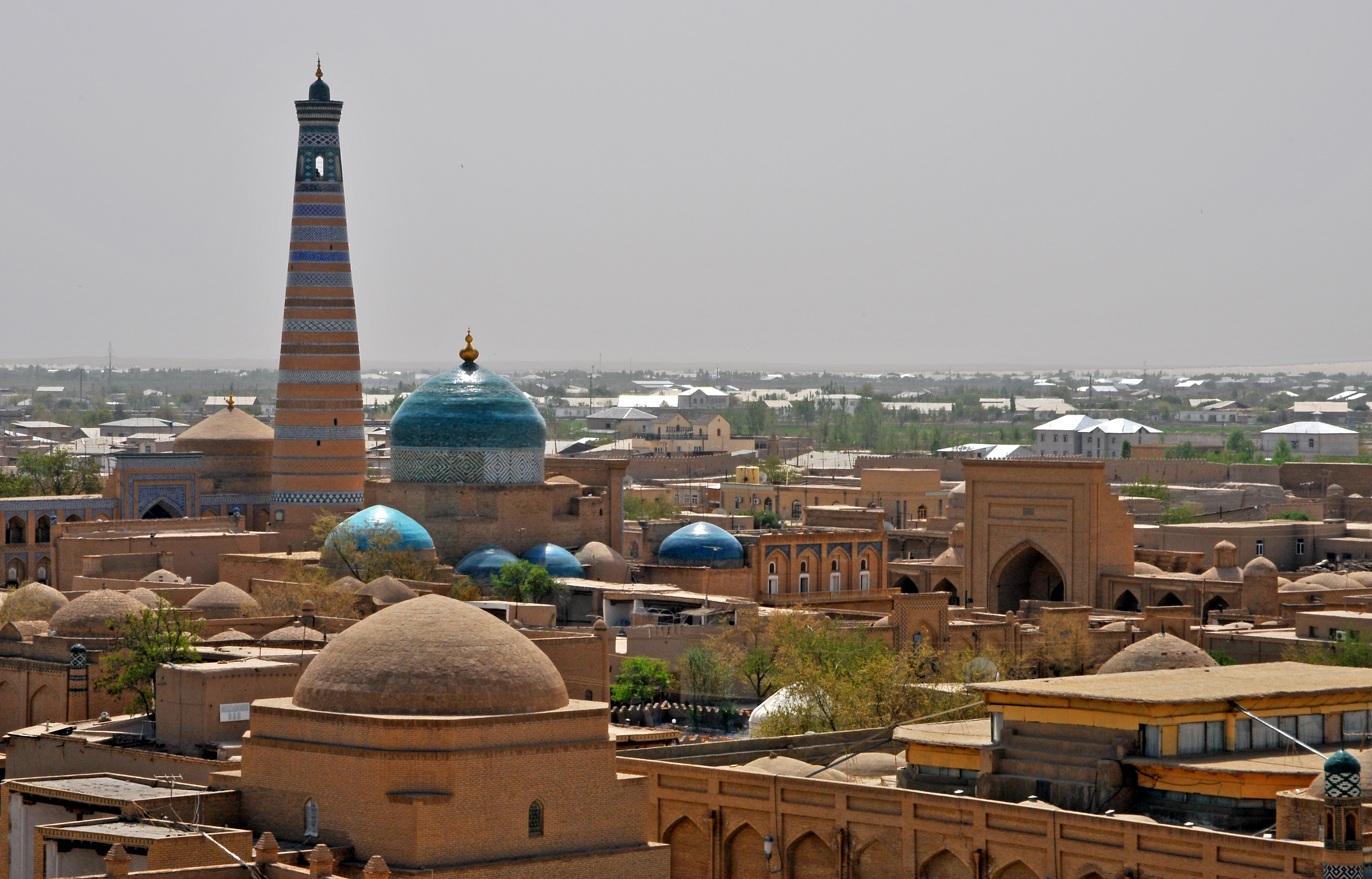
Itchan Kala

- Ichan-Kala – 12. századi épületegyüttes, amely 26 hektáron terül el és rendszeres téglalap alakú (650 x 400 méter).  A belső város neve Icsán Kala. A királyi síremlék központja számos kupolás sírral és gyönyörűen mintázott csempével rendelkezik, amelyek a közép-ázsiai iszlám művészet remekművei.
- Djuma mecset  – A 18. század végi épület több mint 200 faragott faoszlopot tartalmaz, melyek közül néhány a 10. századból származik, és ezek az oszlopok a mecset egyedi építészeti stílusát hangsúlyozzák.
- Kunya Ark ("Old Citadel"), amely a város adminisztratív központja volt történelmileg.
- Ősi városfalak maradványai, amelyek a város védelmi rendszerének maradványai.
- Kalta Minor – a nagy kék torony a központi téren áll. Eredetileg minaretnek készült, de építése közben az építtető kán meghalt és a következő kán nem fejezte be építését, így magassága 29 méter maradt a tervezett 70-80 méter helyett.
- Pahlavan Mahmoud mauzóleuma – a 14. századi költő, Pahlavan Mahmoud tiszteletére építettek a mauzóleumot (átépítették: 1810–25), általában Ichan-Kala leglátványosabb épületének tartják, gazdag díszítése miatt.
- Tash Khauli (1830–38; „Kő-palota”) különösen figyelemre méltó a hárem udvarán, bonyolultan faragott oszlopokkal és színes boltíves mennyezettel. A falakat Xivára jellemző kék-fehér majolikával csempézték, ami a helyi kerámiaművészet csúcsát képviseli.

## Galéria

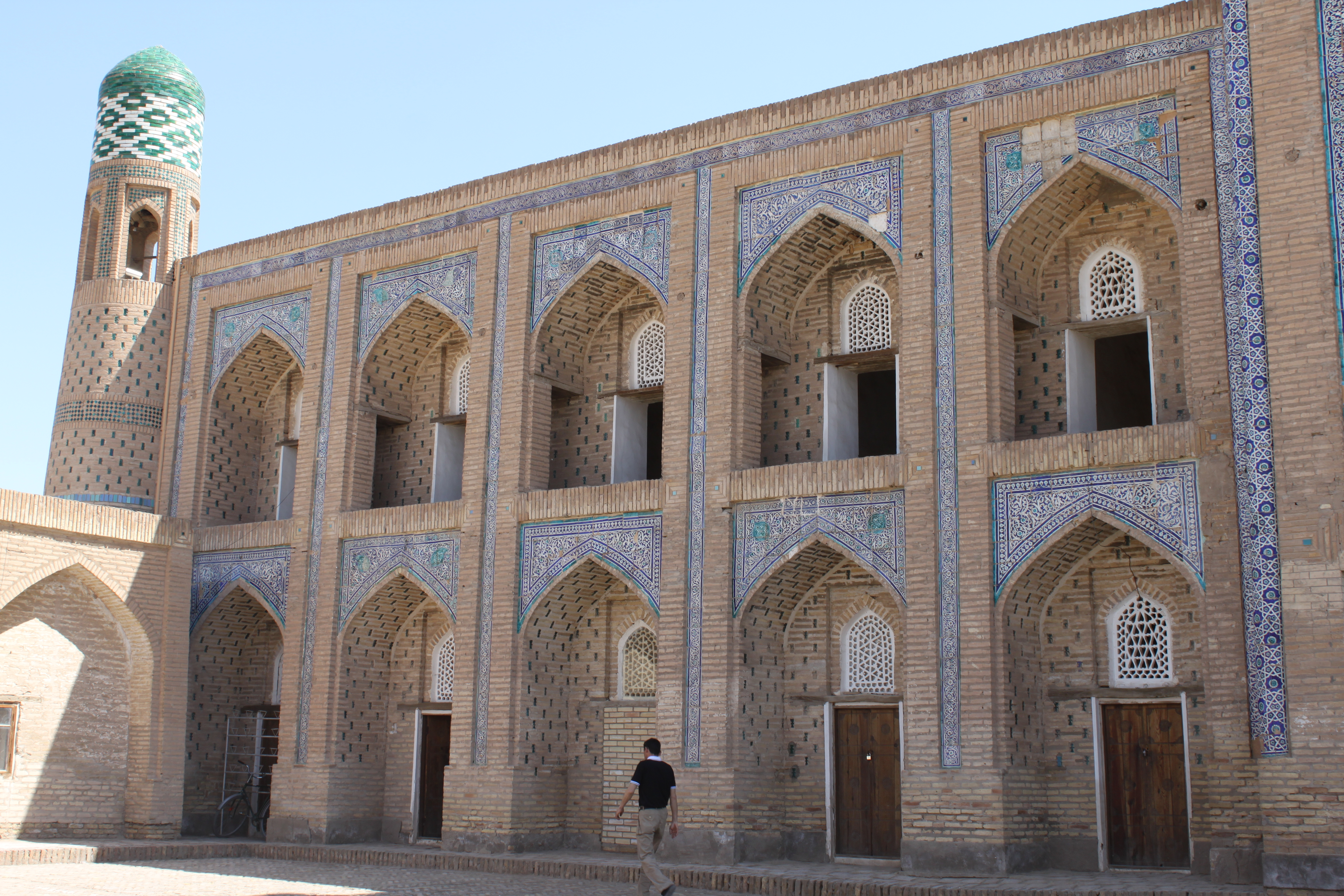
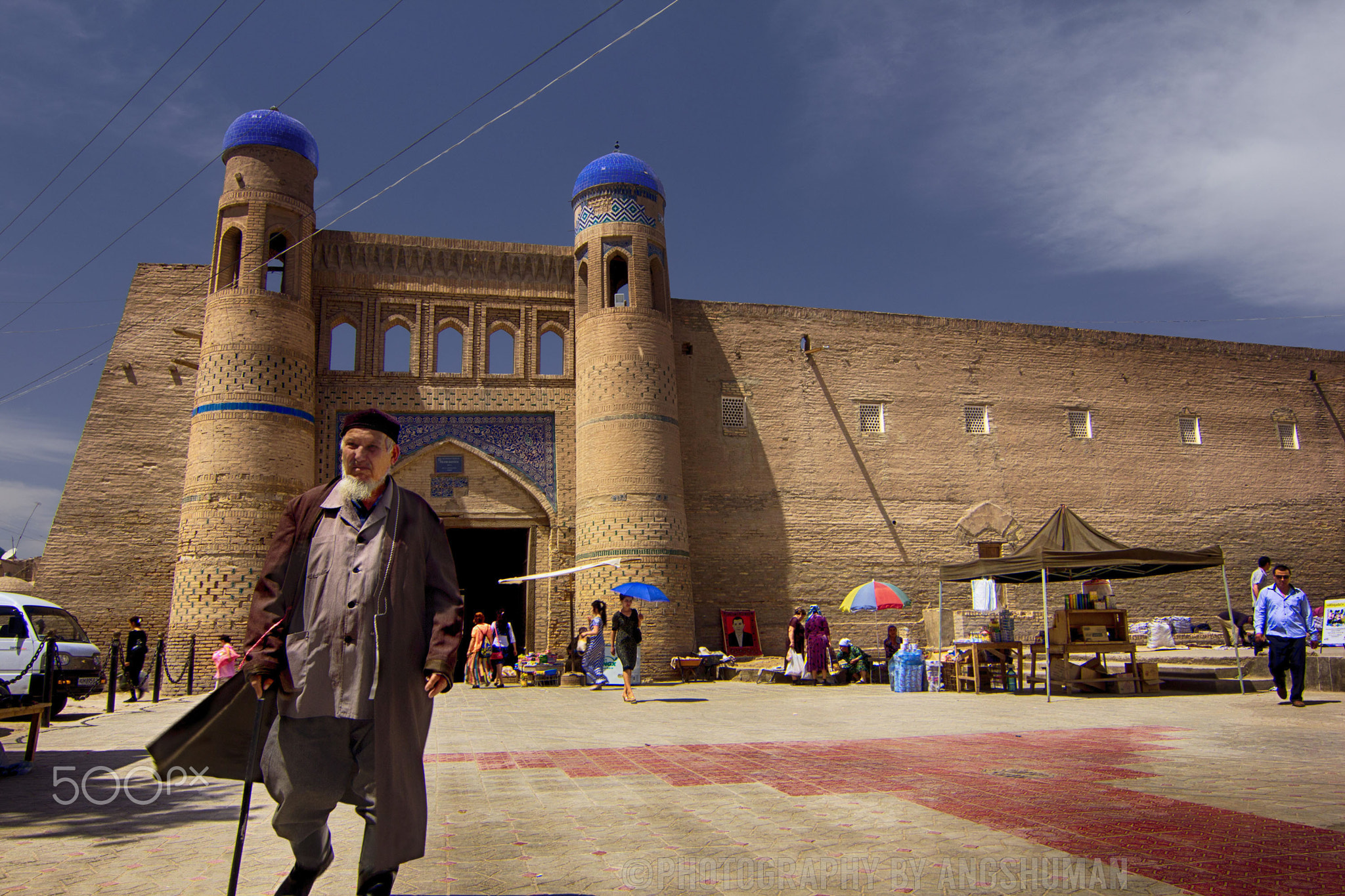
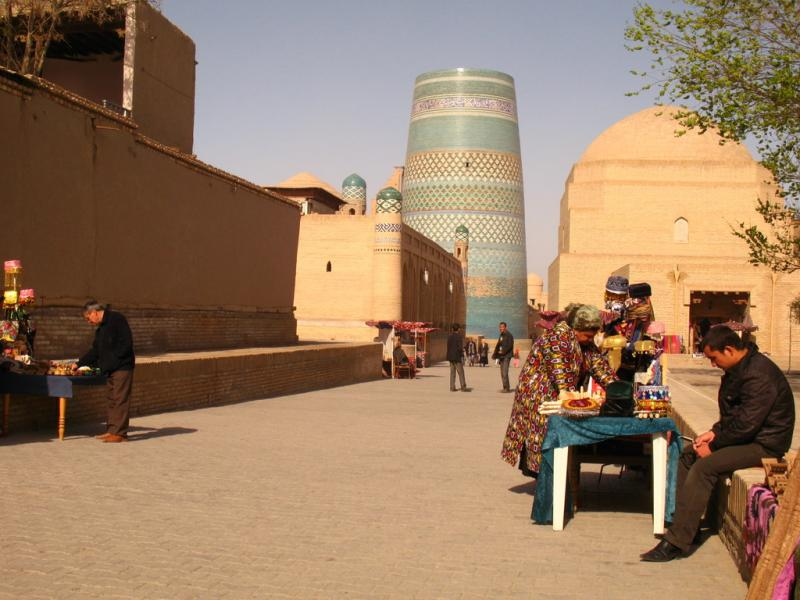
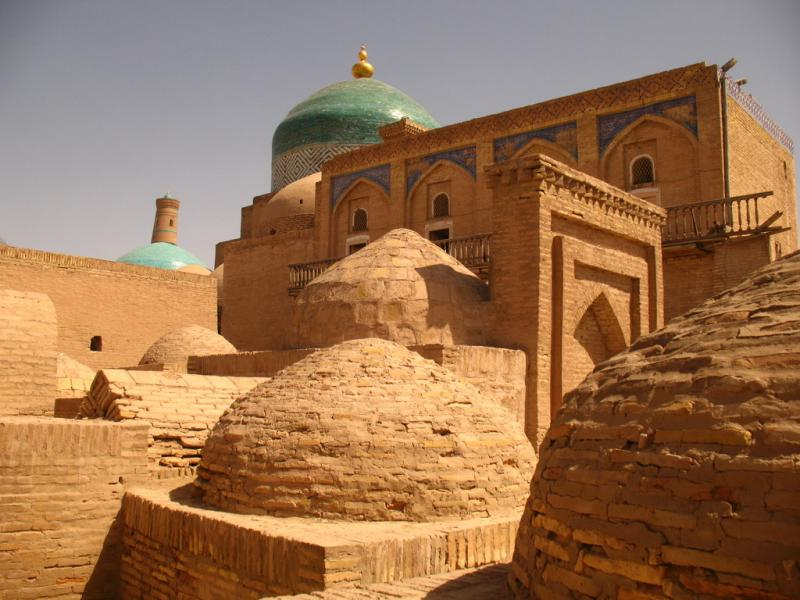
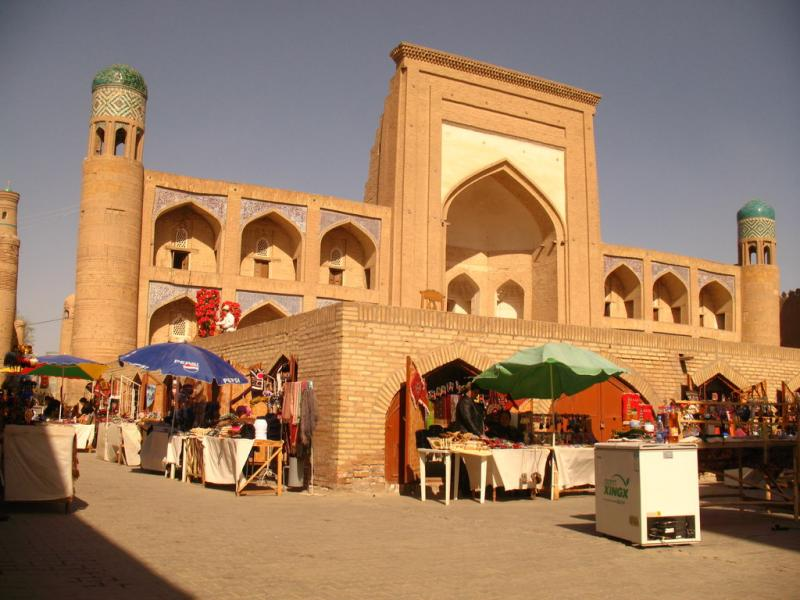
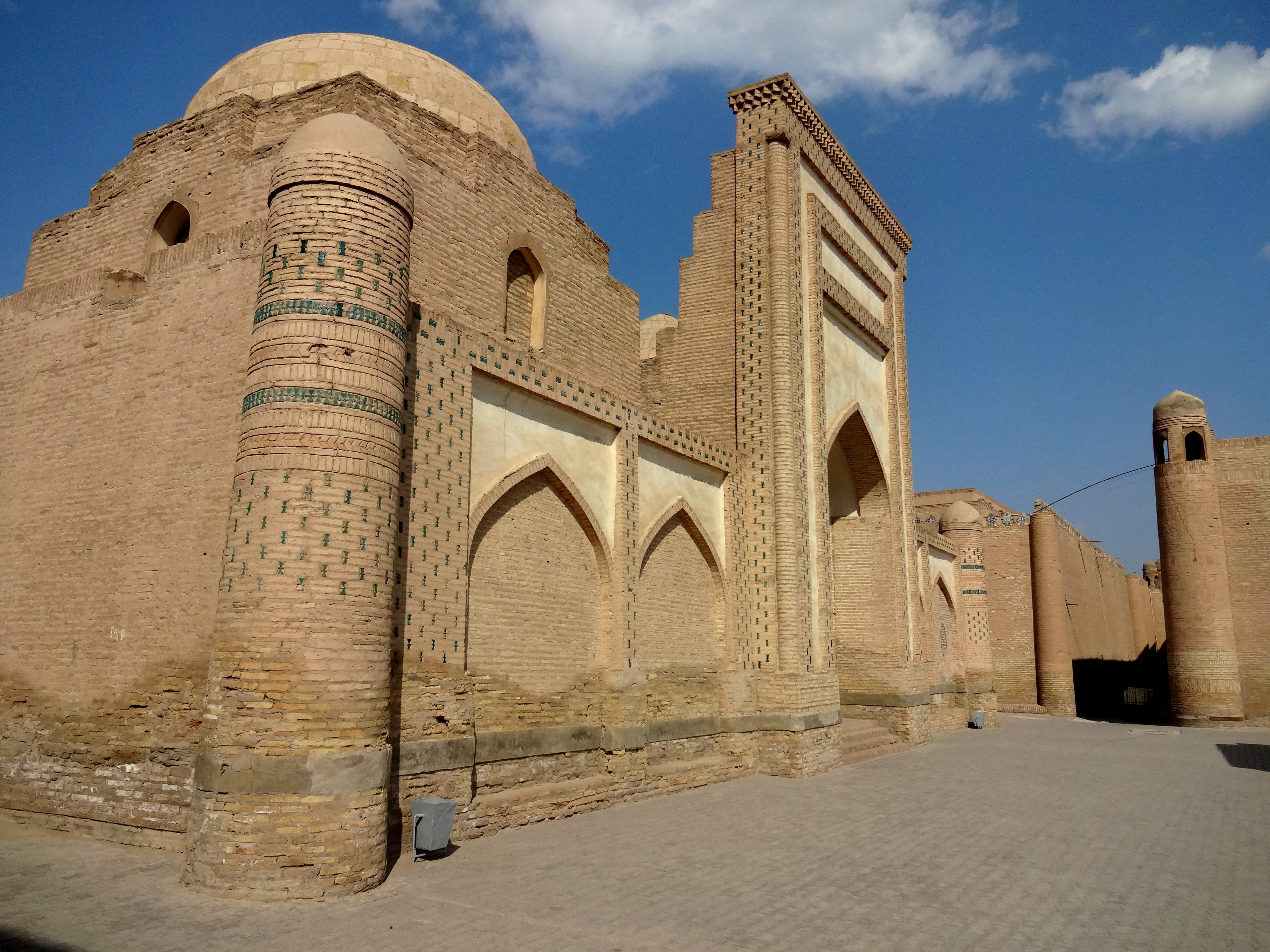
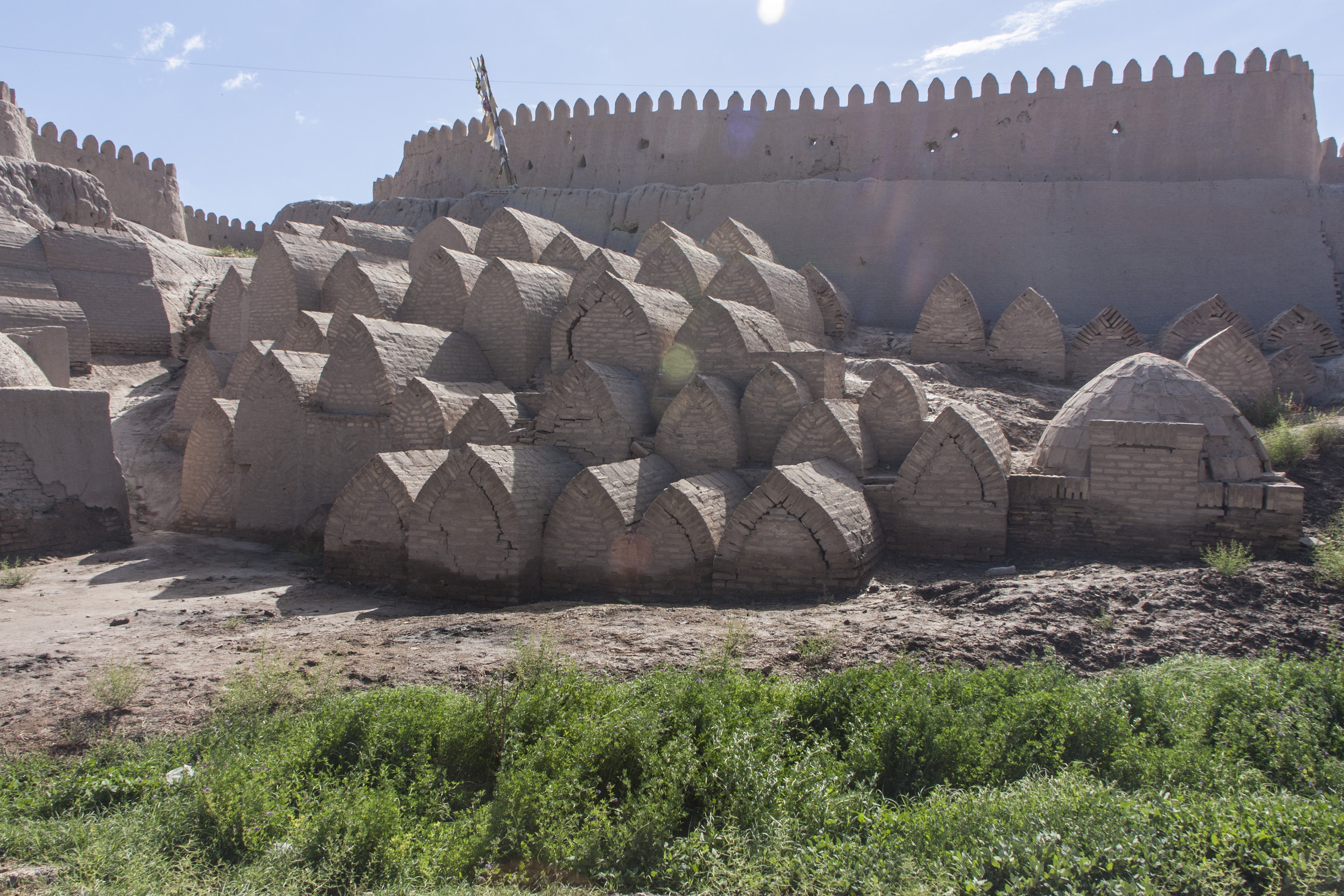